# Alfred Körte
Alfred Körte, född 5 september 1866 i Berlin, död 6 september 1946 i Leipzig, var en tysk klassisk arkeolog och filolog, brorsons son till Wilhelm Körte, bror till Gustav Körte och Friedrich Körte.
Körte blev 1903 extra ordinarie professor i klassisk filologi i Basel, varifrån han 1906 flyttade till Giessen.  Han blev 1914 professor i Freiburg och 1917 i Leipzig. År 1934 blev han emeritus. Han utvecklade livlig författarverksamhet på samma sätt som brodern.